# Le carezze
Le carezze, anche noto come La sfinge, è un dipinto del pittore belga Fernand Khnopff, realizzato nel 1896 e conservato al Museo reale delle belle arti del Belgio di Bruxelles.

## Descrizione

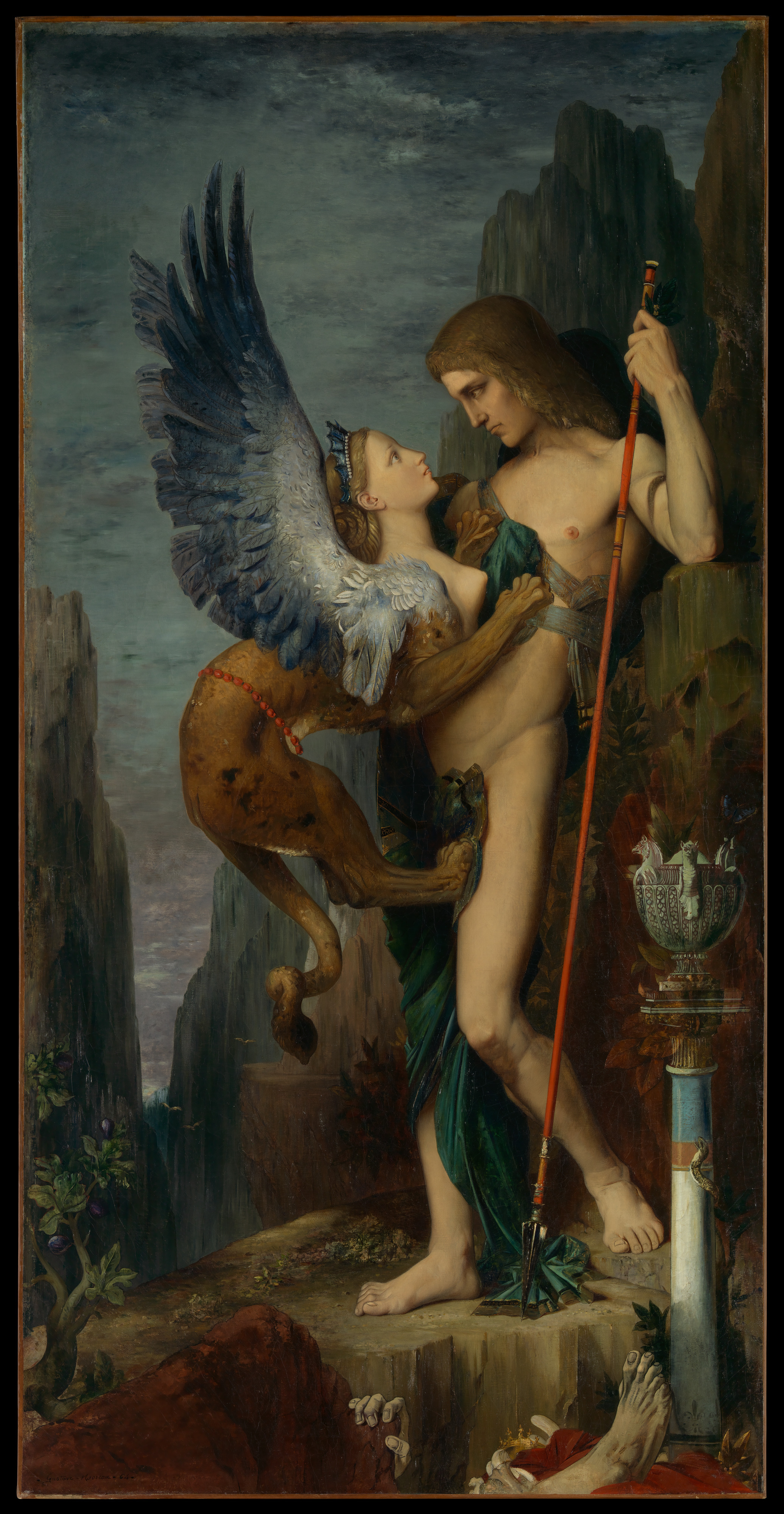
Gustave Moreau, Edipo e la Sfinge (1864); olio su tela, 206×105 cm, Metropolitan Museum of Art, New York

Nel repertorio figurativo simbolista un ruolo di primaria importanza viene giocato dalla Sfinge. Il suo volto è femminile, eppure il suo corpo è leonino: così come la fisionomia anche la sua psiche risponde a un'ambiguità di fondo, essendo al tempo stesso ingegnosa ma crudele, mitica ma demoniaca, con una lacerante ambivalenza del tutto analoga a quella che scuote l'inconscio umano.
Questa profonda riflessione filosofica viene venata di dichiarati compiacimenti simbolisti. Dipinto ermetico, irto di ellissi comunicative e di simbolismi di difficile interpretazione, Le carezze propone un'improbabile unione tra un giovinetto dai lineamenti androgini e una creatura dal volto femmineo e dal corpo di ghepardo. Si tratta ovviamente della Sfinge, quella creatura terrificante che secondo la mitologia aveva portato il terrore e la morte a Tebe. Era infatti sua abitudine divorare quanti non sapessero rispondere al suo astuto enigma («Qual è quell'animale che all’aurora cammina con quattro zampe, al pomeriggio con due, la sera con tre?»). L'unico ad aver sciolto l'enigma e ad aver soggiogato la bestia fu l'eroe greco Edipo: la città di Tebe fu così finalmente liberata dalla Sfinge che, per disperazione, si suicidò gettandosi in un baratro. Alla luce di quest'esegesi il giovane uomo ritratto alla sinistra della composizione è certamente Edipo.
L'opera di Khnopff, in effetti, risponde perfettamente al celebre mito greco, e raffigura il momento successivo alla risoluzione dell'enigma da parte di Edipo. Vi è, tuttavia, una leggera discrepanza. La Sfinge, infatti, non si è precipitata nel dirupo, così come narra il mito, bensì decide di sottomettersi all'eroe che l'ha domata e, con fare suadente e insinuante, avvicina il suo volto a quello di Edipo. La sua soddisfazione è palpabile: una delle sue zampe arriva persino a lisciare affettuosamente il ventre indifeso di quella che doveva essere un'altra sua vittima, scampata miracolosamente alla morte. La Sfinge, tuttavia, è ben lungi dal diventare schiava, e la coda all'erta tradisce un'eccitazione animalesca, quasi incontrollabile: anche le sue zampe sono pronte per scattare repentinamente in un balzo e attaccare il suo presunto amante.
Nessuno saprà mai l'esito di questa pace armata. Anche Edipo è incerto sul da farsi: il suo sguardo è rivolto verso un punto lontano, oltrepassa l'osservatore, sembra quasi essere sognante. A un'analisi più attenta, tuttavia, si scopre come in realtà Edipo sia agitato da un ansioso smarrimento, come se avvertisse fin troppo limpidamente l'imminenza di un pericolo tremendo. Attributi regali come lo scettro e la corona nulla possono per colmare i pericoli di una femminilità così ambigua e contraddittoria. Il paesaggio che suggella quest'unione improbabile, poi, riflette in maniera quasi subliminale la profonda inquietudine che permea il dipinto. Dietro Edipo e la Sfinge, infatti, si erge un basamento marmoreo vergato da incomprensibili scritte cabalistiche. Ancora dietro, poi, si estende un deserto di sabbia rossa: il confine tra l'aldiquà e l'aldilà viene marcato da due esili colonne di marmo, mentre i due cipressi sullo sfondo sembrano quasi voler indicare la fine della vita.
Di seguito si riporta l'analisi di Luigi Ceccarelli: